# Distretto di Bensekrane
Il distretto di Bensekrane è un distretto della provincia di Tlemcen, in Algeria.

## Comuni
Il distretto di Bensekrane comprende 2 comuni:
- Bensekrane
- Sidi Abdelli